# Georges Hérelle
Pour les articles homonymes, voir Hérelle.
Georges Hérelle, né le 27 août 1848 à Pougy-sur-Aube et mort le 15 décembre 1935 à Bayonne, est un traducteur, ethnographe et professeur de philosophie français. Il a également publié sous les pseudonymes : L.-R. De Pogey-Castries et Agricola Lieberfreund.

## Biographie
Il fait ses études à Troyes où son père est professeur, puis à Paris au Lycée Louis-le-Grand. Après avoir obtenu une licence de philosophie en 1871 à Dijon, il est nommé professeur dans divers lycées de Normandie , puis à Bayonne de 1896 jusqu'à sa retraite en 1903. Parallèlement, il travaille avec une grande érudition sur l'histoire de la Champagne et sur l'histoire de l'homosexualité.
Une fois nommé à Bayonne, il étudie le folklore basque et notamment les « pastorales », sur lesquelles il écrivit d'importants travaux de compilation et d'analyses. Il fut également un grand traducteur d'écrivains italiens, notamment de D'Annunzio (avec lequel il entretint des rapports d'amitié), Grazia Deledda, Antonio Fogazzaro et Matilde Serao. Il traduit également des auteurs de langue portugaise ou espagnole comme Blasco Ibáñez. Il est l'ami de Henri Bouchot et de Paul Bourget, avec lequel il entretient des relations épistolaires, ainsi qu'avec André Gide. Il entretient des relations parfois difficiles avec le bascologue Edward Spencer Dodgson.

## Œuvres et publications

### Auteur
- Louis XVII en Champagne (an VI-an X) : d'après les documents originaux, Paris, L. Hurtau, 1878, 103 p. (lire sur Wikisource, lire en ligne). — Concerne le prétendant Jean-Marie Hervagault.
- Notice sur la création de l'échevinage de Vitry-le-François d'après des documents inédits, Impr. de L. Bitsch fils (Vitry-le-François), 1882, lire en ligne sur Gallica.
- La Réforme et la Ligue en Champagne, [Lettres conservées en original ou en copie authentique dans les archives municipales de Châlons-sur-Marne, Reims], Champion (Paris):
  - Documents I - Lettres (1887), lire en ligne sur Gallica.
  - Documents II - Pièces diverses  (1892), lire en ligne sur Gallica.
- Documents inédits sur le protestantisme à Vitry-le-François, Épense, Heilitz-le-Maurupt, Nettancourt et Vassy depuis la fin des Guerres de Religion jusqu'à la Révolution française, 3 vol., Alphonse Picard (Paris), 1903-1908.
- La musique et la danse au théâtre basque, A. Foltzer (Bayonne), 1912, 28 p.
- « La Musique et la danse au théâtre basque », Europeana (consulté le 14 mai 2014)
- Les Pastorales basques : notice, catalogue des manuscrits et questionnaire, Bayonne, imprimerie et lithographie P. Tavernier, 1903, 86 p. (lire en ligne)
- Catalogue sommaire de toutes les « pastorales » connus à ce jour, Imprimerie nationale (Paris),1922, Texte intégral.
- « Le Théâtre comique : chikitoak et koblak, mascarades souletines, tragi-comédies de carnaval, sérénades charivariques, parades charivariques, farces charivariques », Europeana (consulté le 14 mai 2014)
- « Les Pastorales à sujets tragiques », Europeana (consulté le 14 mai 2014)
- Le Répertoire du théâtre tragique : Catalogue analytique. Etudes sur le théâtre basque, Paris, H. Champion, 1928, 147 p. (lire en ligne),
- « Le Répertoire du théatre tragique : cycles de l'Ancien Testament, du Nouveau Testament, de l'hagiographie », Europeana (consulté le 14 mai 2014).
- Histoire de l'amour grec dans l'antiquité, par M.-H.-E. Meier, augmentée d'un choix de document originaux et de plusieurs dissertations complémentaires par L.-R. de Pogey-Castries [Georges Hérelle], Paris, 1930. Réédité en 1952 et en 1980.
- Nouvelles études sur l’amour grec (inédit, manuscrits conservés par la Bibliothèque municipale de Troyes)

### Traductions
- Vicente Blasco Ibáñez : 
  - Arènes sanglantes, Nelson & Calmann-Lévy (Paris), 1867, 397 p., Texte intégral.
  - Dans l'ombre de la cathédrale, Calmann-Lévy (Paris), 1929
- Gabriele d'Annunzio :
  - Le Feu, [traduit de l'italien], Calmann-Lévy (Paris), 1929, 416 p., lire en ligne sur Gallica.
  - L'Enfant de volupté, [traduit de l'italien], Calmann-Lévy (Paris), 1895, lire en ligne sur Gallica.
  - Le Triomphe de la mort (2e édition), Calmann-Lévy (Paris), 1896, lire en ligne sur Gallica, (9e édition) lire en ligne sur Gallica.
  - Les vierges aux rochers, Calmann-Lévy (Paris), 1897, prix Langlois de l’Académie française
  - La Fille de Jorio, [tragédie pastorale], Calmann-Lévy (Paris), 1905, lire en ligne sur Gallica.
  - Poésies, 1878-1893, Calmann-Lévy (Paris), 1912, lire en ligne sur Gallica.
  - Episcopo et Cie, [et autres nouvelles], Calmann-Lévy (Paris), 1913, lire en ligne sur Gallica.
- Grazia Deledda : 
  - Elias Portolu, Paris, Calmann-Lévy, 1903 ; réédition, Paris, Nelson, 1928, Texte en ligne à la BNR.
  - Cendres, Calmann-Lévy (Paris), 1905, 395 p.
  - La Voie du mal, Paris, Calmann-Lévy, 1908.
  - Le Fantôme du passé, Paris, Calmann-Lévy, 1908.
- Antonio Fogazzaro : 
  - Petit Monde d'aujourd'hui, Ollendorff (Paris), 1908, 404 p.
  - Le saint (8e éd.), Hachette (Paris), 1911, 379 p., lire en ligne sur Gallica.
- Moritz Hermann Eduard Meier (de): « Histoire de l'amour grec », Stendhal (Paris), 1930 , [sous le pseudonyme L. R. de Pogey-Castries ; traduction de l'allemand commentée, avec appendices, de l'article « Päderastie », in: Allgemeine Encyklopädie der Wissenschaften und Künste, 3e section, 9e partie, 1837 ; réédité en 1952 et 1980 par Guy Le Prat].

### Édition
- Charles-Hippolyte Paillard : L'invasion allemande en 1544 : fragments d'une histoire militaire et diplomatique de l'expédition de Charles-Quint, Champion (Paris), 1884, lire en ligne sur Gallica.